# Case impossibili: Alaska
Case impossibili: Alaska (Buying Alaska) è un docu-reality statunitense, andato in onda dal 2012 al 2015 su Destination America e trasmesso in Italia da HGTV.

## Format
La trasmissione segue aspiranti proprietari alla ricerca di un'abitazione nei territori dell'Alaska, lasciando la vita di città. In ogni episodio gli acquirenti devono decidere fra tre case o rifugi proposti per l'acquisto da un agente immobiliare locale. 

## Episodi
| Stagione         | Episodi | Prima TV USA | Prima TV Italia |
| ---------------- | ------- | ------------ | --------------- |
| Prima stagione   | 10      | 2012         | 2013            |
| Seconda stagione | 20      | 2013         | 2014            |
| Terza stagione   | 16      | 2014         | 2014-2015       |
| Quarta stagione  | 14      | 2014-2015    | 2015            |